# Orny Adams
Orny Adams é o nome artístico de Adam Jason Orenstein (Lexington, 10 de novembro de 1970), um ator e humorista stand-up americano. Mais conhecido por seu papel em Teen Wolf.

## Biografia
Nativo de Lexington, em 1989 terminou o ensino secundário na Lexington High School. Em 1993, se formou na Universidade Emory, com licenciatura em ciência política e filosofia.
Ganhou destaque internacional em 2002, após co-estrelar o documentário Comedian de Jerry Seinfeld. Ele também fez várias aparições no The Tonight Show with Jay Leno e já apareceu no Late Show with David Letterman. Em 2006, lançou seu DVD de comédia Orny Adams: Path of Most Resistance. Em 2010, filmou o telefilme Orny Adams: Takes The Third, um especial de uma hora para o Comedy Central. O DVD alcançou a posição número um no departamento de comédia do Amazon.com.
Em 2011, Orny integrou o elenco recorrente de Teen Wolf, onde interpretou Bobby Finstock até 2014, o treinador excêntrico e sarcástico do time de lacrosse da escola, que também funciona como um professor de economia. Após quatro temporadas, ele decidiu deixar o show para se dedicar mais em sua carreira de comediante.

## Filmografia

### Televisão
| Ano       | Título    | Papel          | Notas                                           | Ref.  |
| --------- | --------- | -------------- | ----------------------------------------------- | ----- |
| 2011-2014 | Teen Wolf | Bobby Finstock | Recorrente, Temporadas 1-2-3-4-6 (32 episódios) | [ 3 ] |

### Cinema
| Ano  | Título                              | Papel              | Notas     | Ref.  |
| ---- | ----------------------------------- | ------------------ | --------- | ----- |
| 2010 | Orny Adams: Takes The Third         | humorista stand-up | Telefilme | [ 4 ] |
| 2009 | Funny People                        | humorista stand-up |           | [ 5 ] |
| 2006 | Orny Adams: Path of Most Resistance | humorista stand-up |           | [ 6 ] |
| 2002 | Comedian                            | humorista stand-up |           |       |